# Amós Salvador Rodrigáñez
Amós Salvador Rodrigáñez (Logronyo, 31 de març de 1845 - Logronyo, 4 de setembre de 1922) va ser un enginyer i polític espanyol, ministre d'Hisenda durant la regència de Maria Cristina d'Habsburg-Lorena i ja durant el regnat d'Alfons XIII, ministre d'Agricultura, Indústria, Comerç i Obres Públiques, novament ministre d'Hisenda, ministre d'Instrucció Pública i Belles arts, i ministre de Foment.

## Biografia
Nascut a Logronyo el 31 de març de 1845, era nebot de Sagasta i membre del Partit Liberal. Va iniciar la seva carrera política com a diputat per Terol a les eleccions generals espanyoles de 1886, i a partir de llavors va ocupar un escó per Logronyo fins a les eleccions generals espanyoles de 1899 passant, des de 1901, a ser designat senador vitalici.
Ministre d'Hisenda entre el 12 de març i el 17 de desembre de 1894 tornaria a ocupar aquesta cartera ministerial entre l'1 de desembre de 1905 i el 6 de juliol de 1906.
Ministre d'Agricultura, Indústria, Comerç i Obres Públiques entre el 15 de novembre i el 6 de desembre de 1902, va anar també ministre d'Instrucció Pública i Belles arts entre el 2 de gener i el 3 d'abril de 1911 i ministre de Foment entre el 9 de desembre de 1915 i el 30 d'abril de 1916.
Va ser Acadèmic numerari de la Reial Acadèmia de Ciències Exactes, Físiques i Naturals (Medalla 19) entre el 31 de desembre de 1893 i el 4 de setembre de 1922.

## Descendència
El fill gran d'Amós Salvador Rodrigáñez fou Amós Salvador Carreras, arquitecte, lliurepensador i polític del primer terç del Segle XX. El seu segon fill, Miguel Salvador Carreras també va arribar a ser Diputat en Corts i va ser ambaixador espanyol a Dinamarca. El seu tercer fill, Fernando Salvador Carreras va ser arquitecte, membre de la denominada Generació del 25 i actiu defensor del moviment de cases barates.
Un besnet d'Amós Salvador (en concret, net de Miguel Salvador Carreras) va ser Miguel Boyer Salvador, ministre d'Economia i Hisenda el 1982.